# Eisenbahnministerium der Sowjetunion
Das Eisenbahnministerium der Sowjetunion (russisch Министерство путей сообщения Ministerstwo putei soobschtschenija, MPS) war ein  Verkehrsministerium der Sowjetunion mit dem Sitz in Moskau. Es entstand 1946 aus dem Volkskommissariat Putej Soobschenija. Dem Ministerium oblag die Verwaltung der Sowjetischen Eisenbahnen; es wurde 1991 aufgelöst.